# 지몬 쇼흐
지몬 쇼흐(독일어: Simon Schoch, 1978년 10월 7일~)는 스위스의 전직 스노보드 선수이다. 2006년 동계 올림픽에서 평행대회전 은메달을 획득했으며 세계 선수권 대회에서 금메달 1개, 은메달 1개, 동메달 1개를 획득했다.

## 개인사
동생인 필리프 쇼흐 또한 스노보드 선수이다.